# Arkema
Arkema é um grupo industrial francês, estabelecido após a divisão da filial química da Total, anteriormente Elf Atochem. Criado em 2006, quando o Grupo foi listado na Bolsa de Paris.
Com foco do negócio em química inovadora, a Arkema desenvolve materiais e cria novas utilizações que aceleram a performance dos clientes com materiais leves e resistentes, recursos renováveis, recursos naturais, novos recursos energéticos, tratamento de água, soluções para eletrônicos e desempenho, além de eficiência e isolamento residencial. 
A empresa está presente em mais de 55 países, emprega 20.000 pessoas, e conta com vendas anual de 8.8 bilhões de Euros, além de possuir 136 plantas produtivas espalhadas ao redor do mundo. Classificada por mais de 7 anos no TOP 100 Global Innovators.[carece de fontes?]

## No Brasil
O Grupo Arkema está presente no Brasil com 400 funcionários, 5 unidades de produção, 3 laboratórios, 11 centros de distribuição e 3 subsidiárias comerciais.[carece de fontes?] Os principais clientes do Grupo no país atuam nos setores de construção civil, indústria de plásticos, revestimentos, tintas, refrigeração, embalagens, óleo, gás, automotivo e transporte. Essas áreas de alto potencial estão em constante crescimento na 9ª maior potência econômica do mundo.
A Arkema finalizou a aquisição da Coatex em 2007 e, em 2012, a compra da planta de Araçariguama (região de São Paulo), especializada em emulsões e aditivos.
Em 2015, a Bostik, líder mundial em tecnologias de cola e adesivo, juntou-se ao Grupo para aprimorar sua oferta de produtos. A fábrica no Brasil está localizada em São Roque, há 10 minutos da fábrica da Coatex e Coating Resins.
Em 2019, a Arkema anunciou a compra da ArrMaz, fabricante mundial de surfactantes especiais, que conta com localizações em Minas Gerais e Rio de Janeiro. Além disso, a Arkema Brasil tem sede em São Paulo, com 70 colaboradores. Um espaço esse que é compartilhado com o time de Supply Chain da Bostik. Também possui escritório no Rio de Janeiro e na Bahia.